# Calosoma jakli
Calosoma jakli is een keversoort uit de familie van de loopkevers (Carabidae). De wetenschappelijke naam van de soort is voor het eerst geldig gepubliceerd in 2005 door Haeckel; Farkac & Sehnal.